# ボリス・イオファン

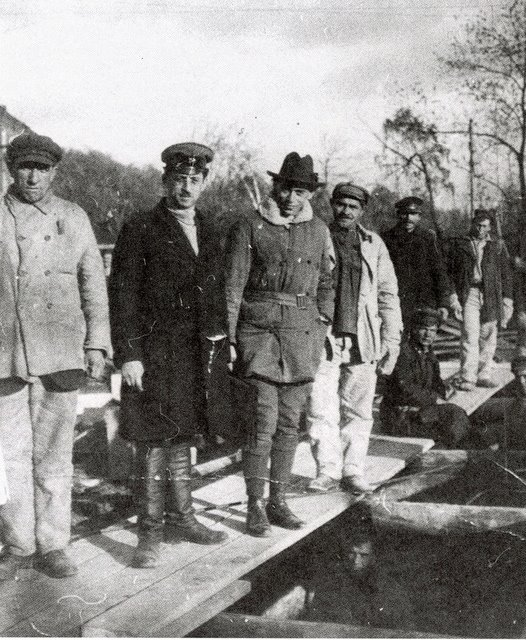
河岸通りのアパートの建築現場を監督するイオファン（左から3人目）

ボリス・ミハーイロヴィチ・イオファン（ロシア語: Борис Михайлович Иофан, ラテン文字転写: Boris Mikhailovich Iofan, 1891年4月28日 - 1976年3月11日）は、ソビエト連邦の建築家。スターリン様式の代表的な建築家であり、その代表作にはソビエトのエリートたちの住宅「河岸通りのアパート」（Дом на Набережной、House on Embankment、1928年 - 1931年）や、未完成に終わった摩天楼、ソビエト宮殿（Дворец советов、Palace of Soviets）のコンペ勝利案（1931年 - 1933年）がある。

## 前半生

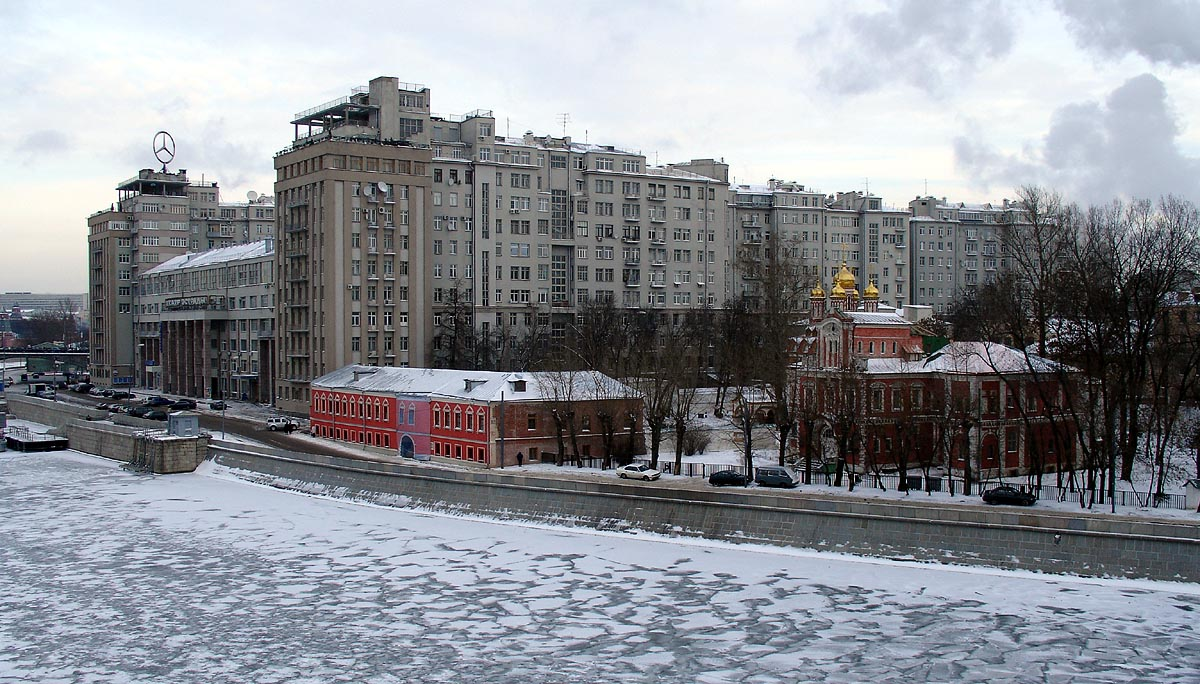
河岸通りのアパート

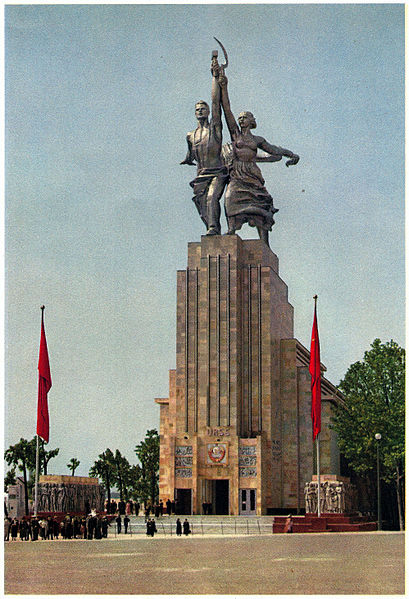
1937年パリ万博のソビエト館。建物の上の像はヴェラ・ムーヒナによる『労働者とコルホーズの女性』

オデッサに生まれたイオファンはイタリアへ留学し、1916年にローマの美術アカデミー（Regio Istituto Superiore di Belle Arti）で建築の学位を得た。当初より、彼は新古典主義建築を手がけていた。彼の最初の大きな仕事は、モスクワ郊外のバルビハ（Barvikha）に建てた党幹部のためのサナトリウム（1929年）であった。これで彼は発注者となる国家のトップたちから注目されるようになった。
1931年、イオファンは街区1ブロックを占める大きな党幹部のための集合住宅「河岸通りのアパート」（正式な名称はДом Правительства、「政府ビル」、公式サイト）を完成させた。505区画のアパートメント、二つの劇場、小売店舗などからなる建物は、後のスターリン様式を彷彿とさせる作例だった。イオファン自身も生涯このアパートに住んだ。

## ソビエト宮殿
ソ連政府は1931年、大会議場「ソビエト宮殿」の建設を発表、予定地にあった救世主ハリストス大聖堂の爆破解体を行った。この宮殿のための建築設計競技にイオファンも参加し、1932年、一等賞となった（一等賞は実際には3つの案が同時受賞したが、最終的にヨシフ・スターリンがイオファン案に一等を与えた）。彼は以後、ソビエト宮殿の計画を何度も書き直し、最終的には高さ415mで頂上にはウラジーミル・レーニンの像が載るという超高層ビルへとなってゆく。ソビエト宮殿設計案は1937年、近代生活における芸術と技術をテーマとしたパリ万国博覧会で金賞を受賞する。このパリ万博のソ連パビリオンもイオファンの設計であり、真向かいにはナチス・ドイツの建築家・アルベルト・シュペーア設計のドイツ館が建ち威容を競い合っている。
しかしソビエト宮殿の建設は進まず、大聖堂跡地の泥の海との格闘に終始した。1941年6月、基礎が完成し、鉄骨が50メートルまで組みあがったところで建設は独ソ戦のため中止された。鉄骨は全て武器製造の原料として撤去されてしまった。この後、ソビエト宮殿建設は中断したままスターリンの死を迎え二度と再開されることはなく、1958年には完成した基礎を利用した屋外プール、モスクワ・スイミングプールが建てられた。プールはソビエト連邦の崩壊後、1994年には大聖堂再建のため閉鎖されている。
その他、イオファンの作品にはニューヨーク万博（1939年）のソ連パビリオンなどがある。1947年のモスクワ大学の設計競技にも彼は参加したが、レフ・ルドネフ（Lev Rudnev、ワルシャワの文化科学宮殿など、多くのスターリン・ゴシックの超高層ビルを設計した建築家）に勝利をさらわれた。